# 21458 Susank
21458 Susank (tên chỉ định: 1998 HN51) là một tiểu hành tinh vành đai chính. Nó được khám phá thông qua Chương trình nghiên cứu đối tượng gần Trái Đất của đài thiên văn Lowell ở Anderson Mesa Station ở Coconino County, Arizona, ngày 25 tháng 4 năm 1998. Nó được đặt theo tên Susan D. Benecchi (née Kern), a researcher ở Space Telescope Science Institute in Baltimore, Maryland.